# Andreas Hörtnagl
Andreas Hörtnagl,  född 28 november 1942 i Matrei am Brenner i Österrike, är en österrikisk politiker. Från 1980 till 1992 var Andreas Hörtnagl borgmästare i Gries am Brenner.
Han är känd för att ha kritiserat sin föregångare Jakob Strickner. Strickner skall enligt egen utsago ha hjälpt Josef Mengele att rymma till Italien via "Rattenlinie". 
1991 grundade borgmästare Hörtnagl det första "L'Arche" i sin kommun Gries am Brenner, förbund för handikappade och inte handikappade personer i Österrike (ty. Gemeinschaft für Behinderte und Nichtbehinderte in Österreich). Universitetet i Innsbruck och Stiftet Innsbruck har förärat Hörtnagel höga utmärkelser för hans engagemang.
1992 grundade Andreas Hörtnagl tillsammans med Andreas Maislinger den österrikiska minnestjänsten av förintelsen som är ett alternativ till den österrikiska militärtjänsten. Den österrikiska minnestjänsten av förintelsen utgör även ett nätverk för minnesmärken och museer. Sedan 1992 har 100 minnesstjänare, de flesta av dem i tjugoårsåldern, deltagit i arbetet. Sedan 2000 är Hörtnagl vikarierande ordförande i föreningen "Österreichischer Auslandsdienst" (Österrikiska utlandstjänsten).